# Bogusława Olechnowicz
Bogusława Barbara Olechnowicz-Dzierżak (* 22. November 1962 in Słupsk) ist eine ehemalige polnische Judoka. Sie gewann drei Europameistertitel und sieben polnische Landesmeistertitel.

## Sportliche Karriere
Die 1,62 m große Judoka trat international im Halbmittelgewicht an, der Gewichtsklasse bis 61 Kilogramm. 1982 nahm sie in Paris erstmals an Weltmeisterschaften teil, schied aber in ihrem ersten Kampf gegen die Niederländerin Chantal Han aus. Ihren ersten Europameistertitel gewann sie bei den Europameisterschaften 1985 in Landskrona, wo sie im Halbfinale die Britin Ann Hughes und im Finale die Deutsche Gabriele Ritschel bezwang. 1986 bei den Weltmeisterschaften in Maastricht unterlag sie im Viertelfinale der Französin Céline Géraud und im Kampf um Bronze der Neuseeländerin Donna Guy, so dass sie den fünften Platz belegte. 1987 gewann sie bei den Europameisterschaften in Paris ihren zweiten Titel durch einen Finalsieg über die Niederländerin Chita Gross. Bei den Weltmeisterschaften 1987 in Essen unterlag sie im Halbfinale Lynn Roethke aus den Vereinigten Staaten, im Kampf um Bronze besiegte sie die Portugiesin Teresa Gaspar. Im Rahmen der Olympischen Spiele 1988 in Seoul wurde Frauenjudo als Demonstrationswettbewerb ausgetragen. Beim olympischen Turnier unterlag Bogusława Olechnowicz wie bei den Weltmeisterschaften im Vorjahr im Halbfinale Lynn Roethke; ebenfalls wie im Vorjahr bezwang sie Teresa Gaspar im Kampf um Bronze, wobei der Kampf nur 15 Sekunden dauerte. Ende 1988 gewann Olechnowicz noch eine Bronzemedaille bei den Weltmeisterschaften der Studierenden.
Nach zwei Jahren Pause kehrte Bogusława Olechnowicz Ende 1990 auf die Matte zurück und belegte den dritten Platz beim Fukuoka Cup. 1991 schied sie sowohl bei den Europameisterschaften in Prag als auch bei den Weltmeisterschaften in Barcelona frühzeitig aus. Bei den Europameisterschaften 1992 in Paris bezwang sie im Halbfinale die Französin Catherine Fleury und gewann im Finale mit einem Sieg über die Deutsche Frauke Eickhoff ihren dritten Europameistertitel. Bei der olympischen Premiere des Frauenjudo bei den Olympischen Spielen 1992 in Barcelona unterlag Olechnowicz in ihrem ersten Kampf der Britin Diane Bell mit einer kleinen Wertung.

## Polnische Meistertitel
- Halbmittelgewicht: 1981, 1985, 1986, 1987, 1988
- Offene Klasse: 1985, 1988